# Kornsparv
Kornsparv (Emberiza calandra) är den största fågeln i familjen fältsparvar,  som häckar i södra och centrala Europa och i ett bälte österut till Mongoliet. Populationen i Nordeuropa har minskat betydligt, men den anses ändå vara livskraftig.

## Utseende och läte

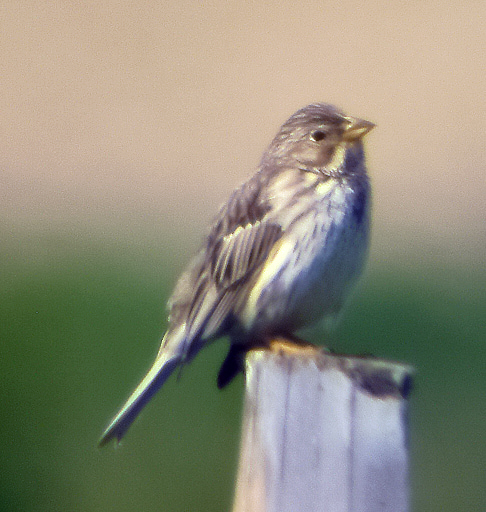
Kornsparv.

Kornsparven är den största fältsparven i Europa med en längd på omkring 19 centimeter. Den är en kraftigt byggd fågel och kan i storlek och teckning jämföras med en sånglärka. På ovansidan är den mörkstreckat gråbrun och har en beige-gråvit undersida med några svarta streck på strupen, bröstet och kroppssidorna. Den sparvlika, kraftiga näbben är gulskär på sidan. 
Könen är lika i teckningen, men hanen är betydligt större, cirka 20 %. Flykten går i djupa bågar. Vid kortare förflyttningar hänger den ofta med benen.
Den arttypiska sången består av ett kort, gnisslande och accelererande metalliskt ljud, som kan liknas med skramlande nycklar. Strofen framförs flitigt, vanligen från en låg buske, stolpar eller från telefonledningar. Buskskvättor har i vissa fall visat sig kunna imitera kornsparvens läte. Locklätet är dels ett orent tsritt men även ett hårt knäppande bitt eller bt.
Det förekommer sällsynt att kornsparven även härmar gulsparvens sång. Vad detta beror på är okänt.

## Utbredning och systematik

### Utbredning
Kornsparven häckar i Europa söder om 60°N, i nordvästra Afrika och i sydvästra Asien österut till västra Kina. Den är huvudsakligen stannfågel, men vissa populationer som häckar i kallare regioner i Centraleuropa och Asien flyttar söderut på vintern. I Sverige häckar arten främst i nordvästra och sydöstra Skåne, men enstaka häckningar förekommer även i Halland och på Öland och Gotland.

### Underarter
De flesta auktoriteter, som Clements et al och International Ornithological Congress urskiljer idag två underarter av kornsparv med följande utbredning:
- Emberiza calandra calandra, inkl. thanneri (Tschusi 1903) och clanceyi (Meinertzhagen 1947), västlig kornsparv[6]  – häckar från Europa österut till Belarus, Ukraina och södra Ryssland, Turkiet (utom i sydost) samt kustnära Libanon och Israel; även nordvästra Afrika från Marocko österut till Libyen samt Kanarieöarna.
- Emberiza calandra buturlini (Hermann & Johansen 1907) – häckar från sydöstra Turkiet söderut till norra Isräl, österut över Syrien, Irak samt västra och norra Iran till Turkmenistan och norra Afghanistan; även norr genom Tadzjikistan, sydöstra Uzbekistan och Kirgizistan till södra Kazakstan och nordvästligaste Kina. och norra Irak österut till västra Kina. Det isolerade beståndet på Arabiska halvön tillhör troligen denna underart.

I verket Handbook of Western Palearctic Birds (Shirihai & Svensson 2018) behandlas dock kornsparven som monotypisk.

### Släktestillhörighet och släktskap
Christian Ludwig Brehm beskrev denna fältsparv 1831 som Emberiza miliaria. Eftersom det är den största arten inom familjen fanns det misstankar om att den inte tillhörde släktet Emberiza och baserat på studier av Voous som publicerades 1977 separerades arten till det egna släktet Miliaria. Detta baserades förutom på storleken även på att den har den minst distinkta fjäderdräkten, att näbbhalvornas kanter inte är raka, att den har en komplett postjuvenil ruggning och att könen skiljer sig åt i storlek men inte fjäderdräkt. Både skelettanalyser och studier av mitokondriellt DNA visar dock att kornsparven är en del av Emberiza och förs numera oftast dit.
Inom släktet Emberiza visar genetiska studier från 2020 att kornsparven utgör systerart till en klad där bland annat gulsparv och ortolansparv ingår, men inte exempelvis sävsparven.

## Ekologi

### Biotop
Kornsparven lever i utpräglad jordbruksbygd. Den föredrar öppna landskap med träd, fält, åkrar och ängar. Kornsparven föredrar områden med små odlingsytor på något mindre bördiga jordar.

### Häckning

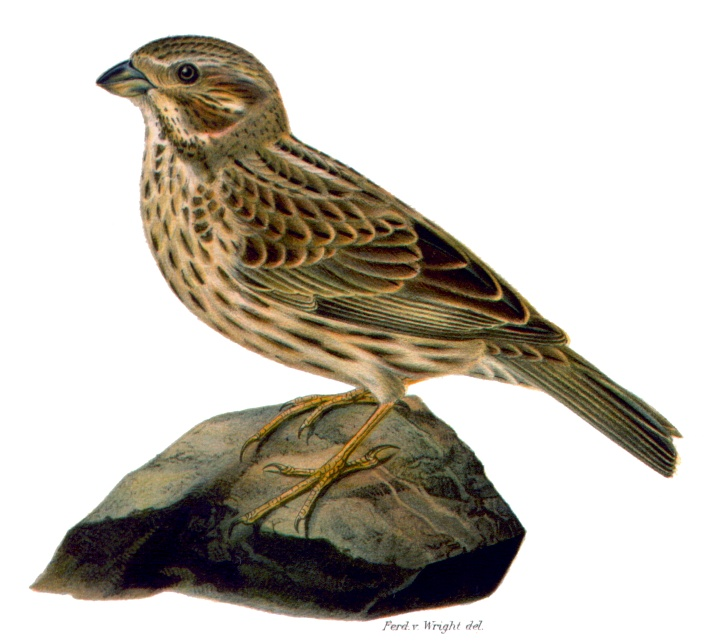
Illustration av Ferdinand von Wright från andra upplagan av boken Svenska fåglar, efter naturen och på sten ritade.

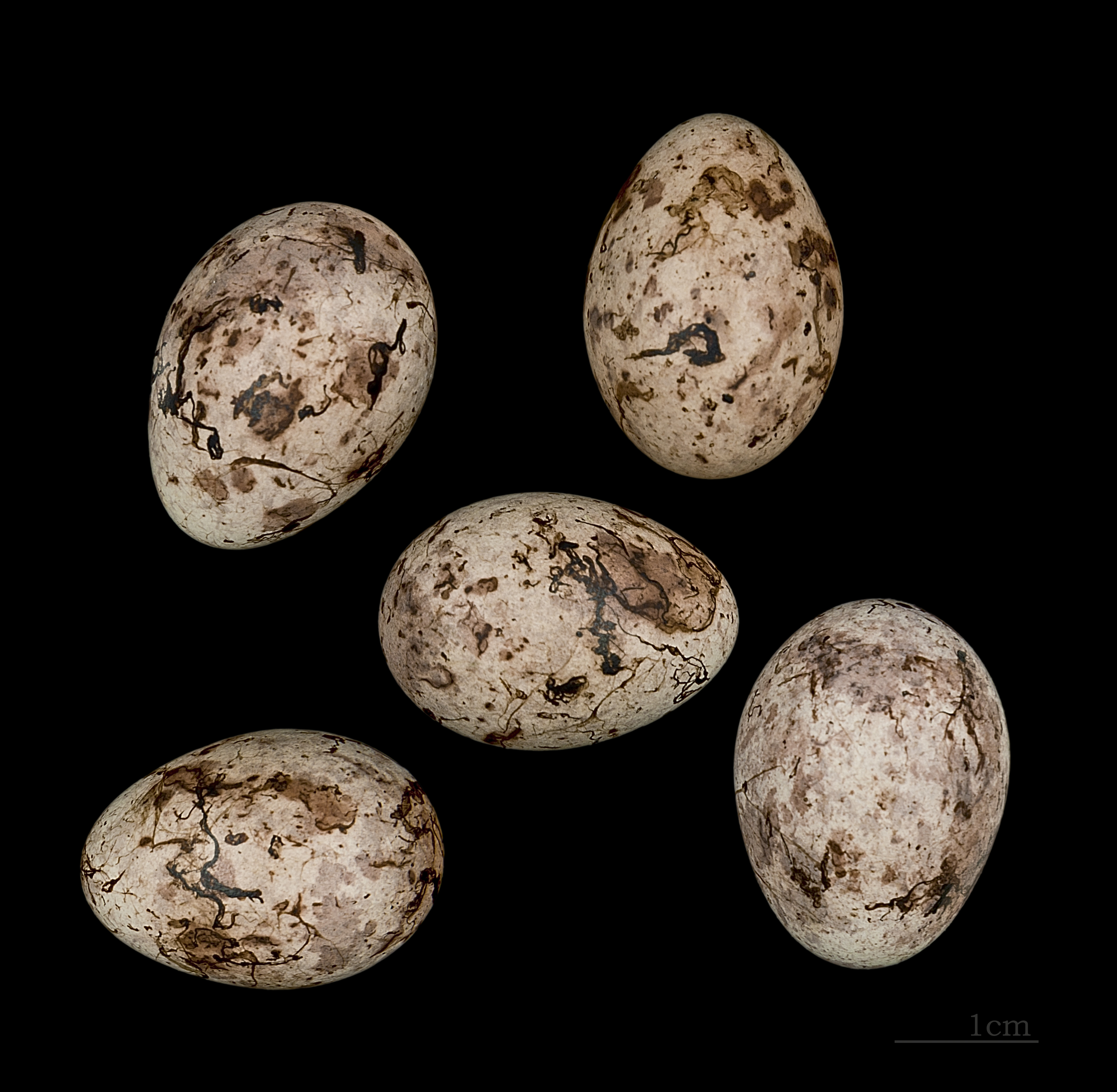
Kornsparvens ägg.

Kornsparvens häckningssystem kännetecknas av polygyni och vissa hanar kan ha upp till tre honor. Trots att kornsparven är en stannfågel, sker inte äggläggningen förrän i slutet av maj. Boet brukar placeras väl gömt i åkrar, dikesrenar, klövervallar och på liknande ställen. En studie av olika bon av kornsparv 2005, visade att åtta reden var lagda i betor, sex stycken i potatisfält, fyra i ärtor och vete, två säkra samt ett troligt placerat i korn, och ett vid en obetad hage i högört. Boet brukar ofta vara byggt av gräs och tätat med hår eller finare gräs.
Kullen består vanligtvis av fyra till fem ägg som är färgade askgrå med bruna eller mörkare grå fläckar och streck. Det händer att honor lägger flera kullar under häckningssäsongen. Honan sköter också mest om ruvningen och uppfödandet av ungarna.

### Föda
Kornsparven äter framför allt frön, men drygar ut sin diet under sommaren med insekter. Boungar matas främst med insekter, som hopprätvingar, fjärils- och växtstekellarver, skalbaggar, samt spindlar.

## Kornsparven och människan

### Status och hot
Det europeiska beståndet av kornsparv har minskat betydligt, främst i nordvästra Europa. Detta beror på den samtida jordbrukshållningen vilket resulterat i färre lämpliga häckningsbiotoper och födobrist då ogräsfrön och insekter minskar. Man uppskattar populationen i Europa till minst 7,9 miljoner häckande par och att den har minskat i 17 av 33 länder men ökar i fem länder. Beståndet i Danmark halverades under perioden 1980–1990 och 1994 uppskattades det till 31 000 par, men sedan dess har arten återigen ökat påtagligt. Beståndet har minskat kraftigt i antal i nordvästra Europa, där jordbruket de senaste årtionden blivit mer moderniserat och intensivt. Trots detta kategoriserar internationella naturvårdsunionen IUCN arten som livskraftig (LC).

#### Status i Sverige
Kornsparven är i Sverige listad som starkt hotad (EN). Den var i början av 1800-talet känd från Skånes slättlandskap samt i södra Halland och förekom där mycket talrikt. Under 1800-talets mitt expanderade arten norrut till Bohuslän, Västergötland, Blekinge, sydöstra Småland och häckade troligen även på Öland och Gotland. I slutet av detta sekel, runt 1890, noterades en minskning och kornsparven försvann från de norra landskapen. Nedgången skedde också under 1900-talet, och i början av 1960-talet förekom den endast på ett litet antal platser i södra och västra Skåne. Från mitten av årtiondet häckade åter ett fåtal par på Öland och i Halland, medan populationen i Skåne återhämtade sig. Under 1980- och 1990-talet inträffade en kraftig nedgång på nytt; hela det svenska beståndet av kornsparv bestod under 1990-talets mitt av runt tio stycken individer. Projekt kornsparv i Skåne samt åtgärdsprogrammet för kornsparv har gjort att arten ökat något i Sverige. 2020 uppskattas beståndet till 80 häckande individer.

### Namn
Kornsparven har förr även kallats kornlärka och sesselskit.